# پیرهلیومتر

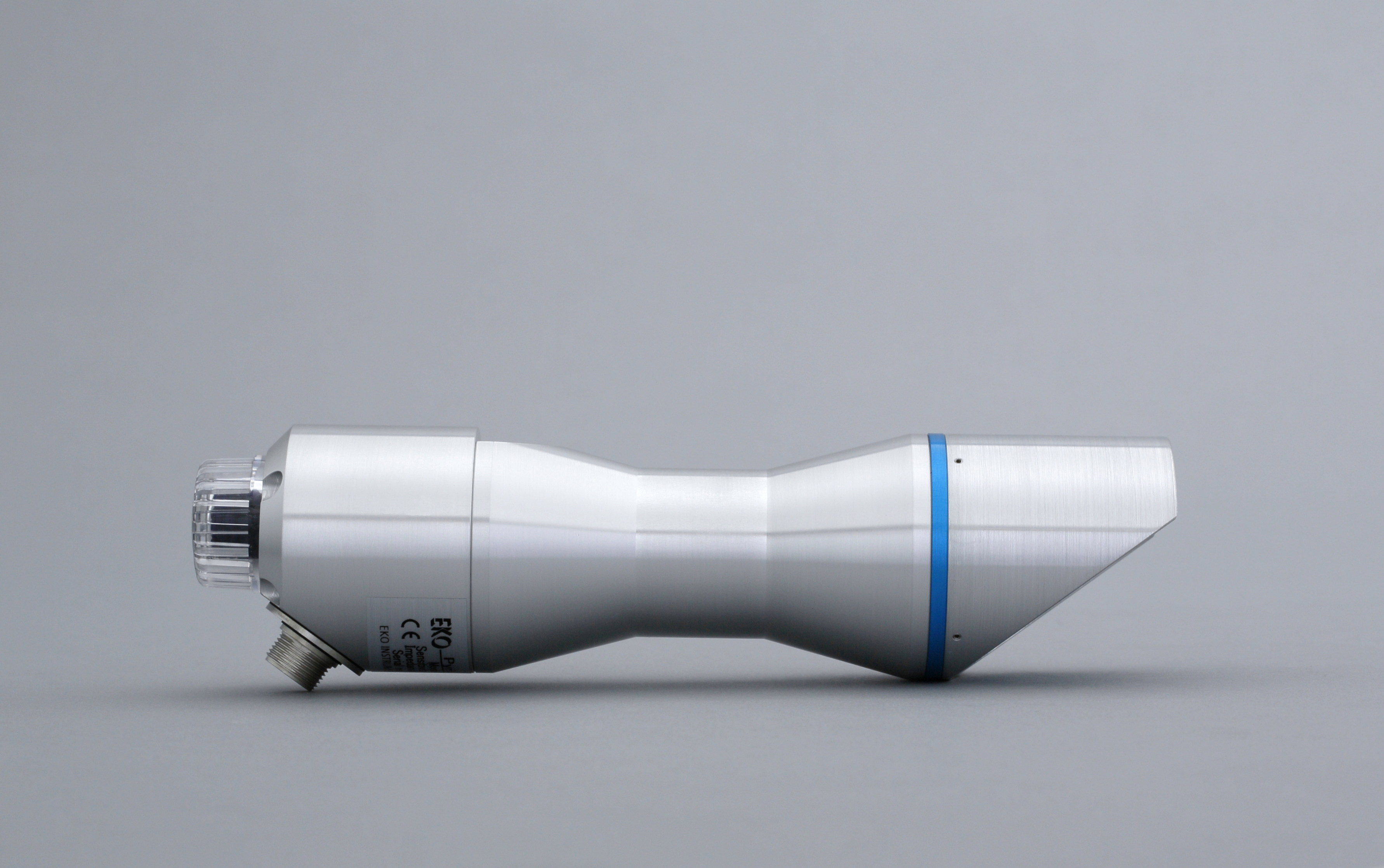
ISO 9060:2018 کلاس A، پاسخ سریع و طیفی تخت، پیرهلیومتر

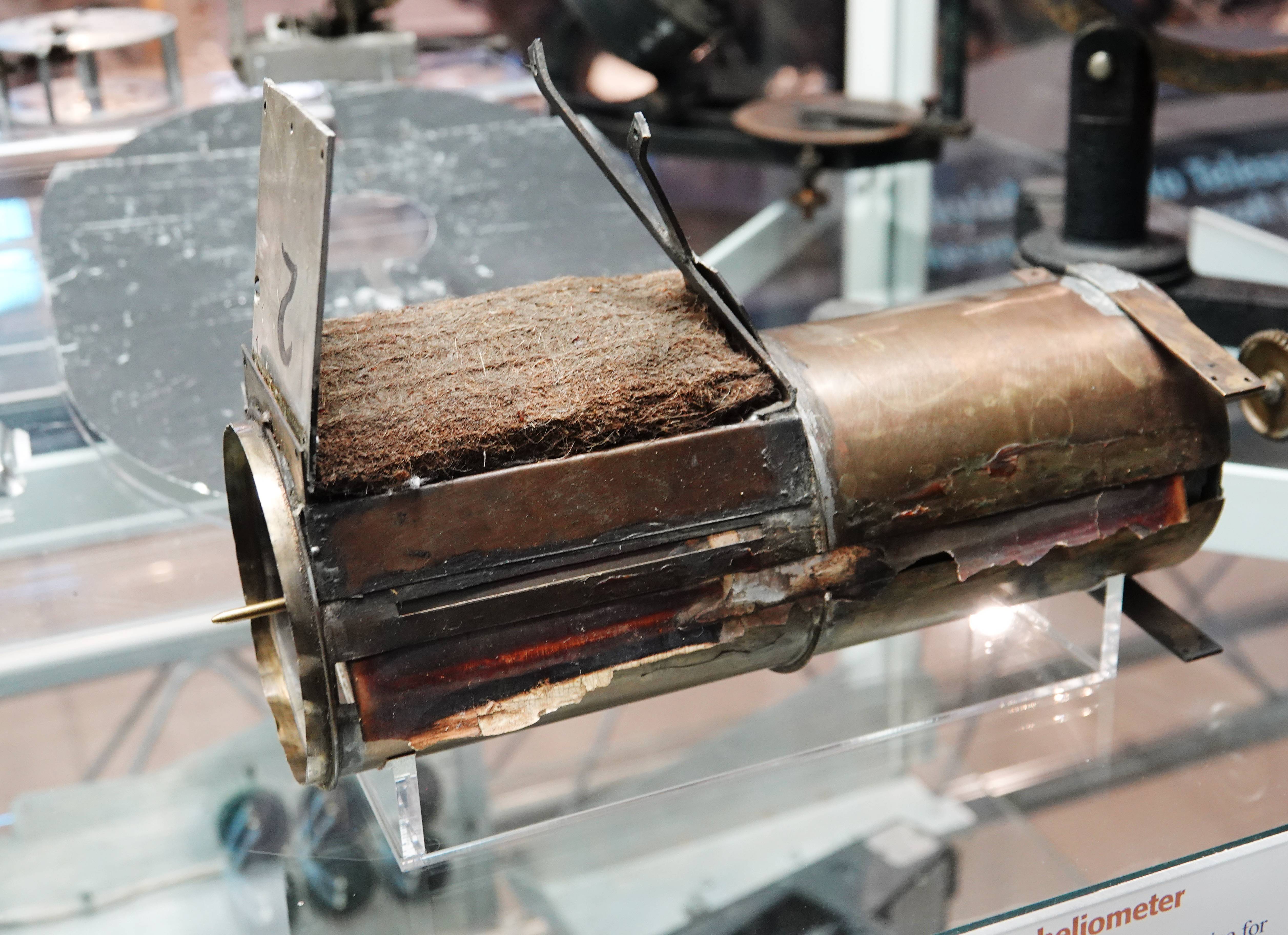
۱۹۱۳ پیرهلیومتر حمل شده با بالون

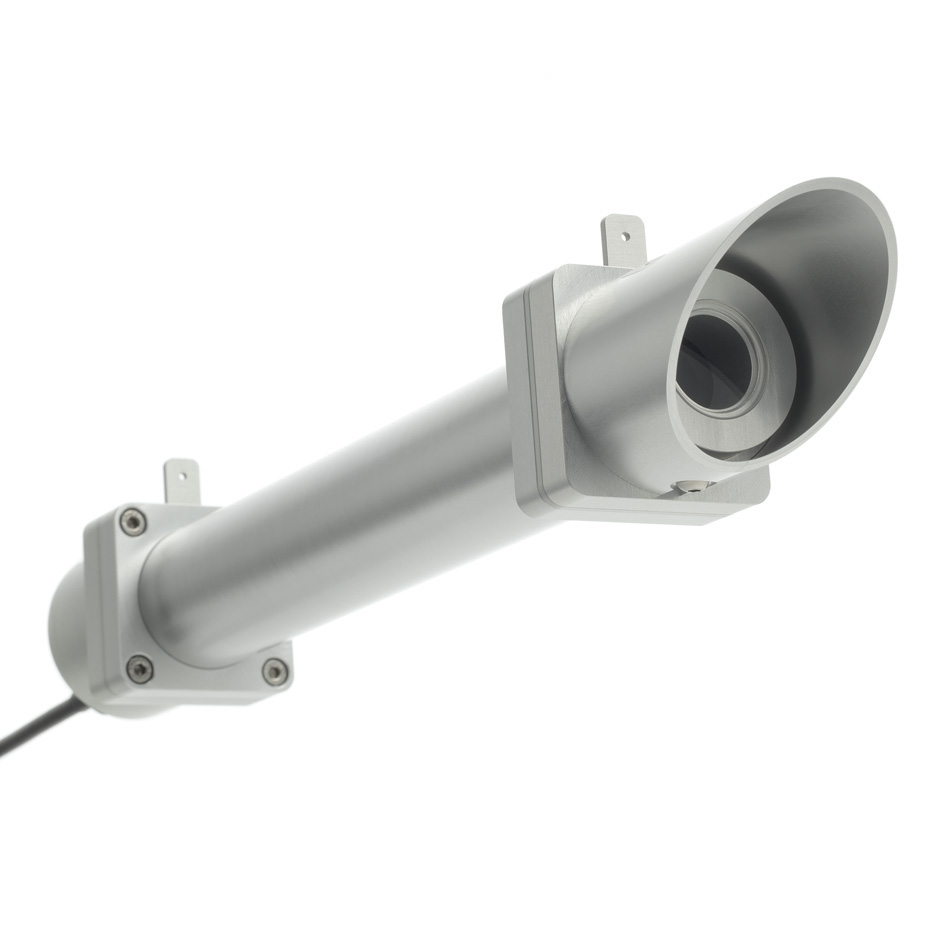
پیرهلیومتر معمولی، برای اندازه‌گیری تابش مستقیم خورشید

پیرهلیومتر ابزاری برای اندازه‌گیری تابش مستقیم پرتو خورشید است. به این تابش، تابش عادی مستقیم نیز گفته می‌شود که اغلب به اختصار DNI خوانده می‌شود. نور خورشید از طریق یک پنجره وارد دستگاه می‌شود و به یک ترموپیل هدایت می‌شود که گرما را به سیگنال الکتریکی قابل ضبط تبدیل می‌کند. ولتاژ سیگنال از طریق فرمولی برای اندازه‌گیری وات بر متر مربع تبدیل می‌شود. درواقع پیرهلیومترها حسگرهای تابشی ترموالکتریکی هستند که ترموپیل‌ها را در خود جای می‌دهند. اجزای اصلی یک پیرهلیومتر عبارتند از یک پنجره کوارتز، یک جاذب سیاه، یک دماسنج، لوله پیرهلیومتر که میدان دید و در برخی موارد الکترونیک اضافی را مشخص می‌کند. پنجره روی یک پیرهلیومتر به عنوان فیلتری عمل می‌کند که تابش خورشیدی را با طول موج‌های تقریباً ۲۰۰ نانومتر تا حدود ۴۰۰۰ نانومتر منتقل می‌کند (این شامل اشعه مادون قرمز نزدیک، مرئی، UV-A و بخشی از تابش UV-B است). اما تابش حرارتی با طول موج‌های بیشتر از ۴ میکرومتر را مسدود می‌کند. انتقال تابش خورشیدی از طریق پنجره در حالت ایده‌آل نزدیک به ۱۰۰ درصد است، اما در عمل نزدیک به ۹۵ درصد است. پنجره همچنین برای محافظت از جاذب سیاه و ترموپیل در برابر عناصر (باران، برف و غیره) عمل می‌کند.
برای محدود کردن اندازه‌گیری به تشعشعاتی که مستقیماً از خورشید می‌آیند، باید میدان دید ابزار را محدود کرد. از بیرون جو زمین، خورشید به صورت قرصی با فاصله زاویه ای حدود ۰٫۲۷ درجه دیده می‌شود. در سطح زمین، خورشید بسیار بزرگتر به نظر می‌رسد. اندازه بصری آن به جو بستگی دارد (هر چه آسمان تیره‌تر باشد، خورشید در آسمان بزرگتر است).
پیرانومتر و پیرهلیومتر دو ابزاری هستند که برای اندازه گیری تابش خورشیدی استفاده می شوند. هر دو از نظر هدف مشابه هستند اگرچه در طراحی و اصل کار آنها تفاوت هایی دارند. این‌روزها، منابع تجدیدپذیر انرژی با توجه به کاهش سریع سوخت‌های فسیلی و همچنین تأثیر نامطلوب آنها بر محیط زیست بسیار مهم شده‌اند. انرژی خورشید به عنوان یک گزینه‌ی مناسب برای برآوردن نیازهای ما ظاهر شده است. با این حال، از تمام انرژی خورشید که به جو زمین می رسد، همه به سطح زمین نمی‌رسند. مقداری انرژی به دلیل انعکاس توسط جو زمین از بین می رود در حالی که مقداری دیگر توسط جو جذب می شود. پیرانومتر ابزاری است که تابش خورشید را اندازه گیری می کند. این‌دستگاه در تحقیقات هواشناسی، تحقیقات انرژی خورشیدی و در بسیاری از کاربردهای علمی دیگر کمک می کند. ابزاری است که می توان آن را روی سقف ایستگاه های هواشناسی نصب کرد و در کنار پنل های خورشیدی که برای بهره برداری از انرژی خورشید استفاده می شود، قرار می گیرد. پیرانومترها برای اندازه گیری انرژی پراکنده خورشید کار می کنند.  اما پیرهلیومتر انرژی مستقیم خورشید را به جای انرژی پراکنده اندازه گیری می کند. درواقع انرژی خورشید را به سیگنال الکتریکی تبدیل می کند که به راحتی قابل اندازه گیری است.

## استانداردها
طبق کنوانسیون WMO (سازمان جهانی هواشناسی)، همه پیرهلیومترهای مدرن از میدان دید یکسانی استفاده می‌کنند که با نیم زاویه باز شدن ۲٫۵ درجه مشخص می‌شود. این بدان معنی است که اندازه‌گیری تابش مستقیم خورشیدی شامل مقداری تابش «دور خورشیدی» است. تابش مستقیم خورشید بسته به ارتفاع خورشید در آسمان (و در نتیجه موقعیت روی زمین، زمان روز و زمان سال) و عوامل هواشناسی و محیطی مانند ابرها، ذرات معلق در هوا، مه دود، مه، بارش و غیره بسیار متفاوت است. مقادیر معمولی برای تابش مستقیم خورشید در محدوده ۰ تا حداکثر نظری ثابت خورشیدی، حدود 1361 W/m² است.
مشخصات اندازه‌گیری پیرهلیومتر تابع استانداردهای سازمان بین‌المللی استاندارد (ISO) و سازمان جهانی هواشناسی (WMO) است. مقایسه بین پیرهلیومترها برای کالیبراسیون بین‌المللی به‌طور منظم برای اندازه‌گیری مقدار انرژی خورشیدی دریافتی انجام می‌شود. هدف مقایسه‌های بین‌المللی پیرهلیومتر که هر ۵ سال یکبار در مرکز جهانی تشعشع در داووس انجام می‌شود، اطمینان از انتقال مرجع رادیومتری جهانی در سراسر جهان است. در طول این رویداد، همه شرکت‌کنندگان ابزار، سیستم‌های ردیابی خورشیدی و جمع‌آوری داده‌های خود را به داووس می‌آورند تا همزمان با گروه استاندارد جهانی اندازه‌گیری تابش خورشیدی را انجام دهند.

## برنامه‌های کاربردی
به‌طور سنتی پیرهلیومترها عمدتاً برای تحقیقات اقلیم‌شناسی و اهداف پایش آب و هوا مورد استفاده قرار می‌گرفتند، با این حال علاقه اخیر در سراسر جهان به انرژی خورشیدی نیز منجر به افزایش علاقه به پیرهلیومترها شده‌است. کاربردهای معمول اندازه‌گیری پیرهلیومتر شامل مشاهدات علمی هواشناسی و آب و هوا، تحقیقات آزمایش مواد و ارزیابی کارایی کلکتورهای خورشیدی و دستگاه‌های فتوولتائیک است.

## استفاده
خورشید منبع اصلی انرژی فرازمینی زمین است. این امر پیامدهای مهمی در دو حوزه دارد. آب و هوا از یک سو و تولید انرژی با برداشت انرژی خورشیدی از سوی دیگر. تابش خورشیدی یکی از نیروهای محرک الگوهای آب و هوای زمین است و بنابراین عامل مهمی در مطالعات آب و هوا و اقلیم است. در چنین مطالعاتی، پیرهلیومترها اغلب با پیرانومترها ترکیب می‌شوند تا تمام اجزای تشعشع خورشیدی را اندازه‌گیری کنند. به‌طور کلی اندازه‌گیری پیرهلیومتر دقیق تر از اندازه‌گیری پیرانومتر است. این بدان معنی است که اندازه‌گیری‌های جداگانه تابش مستقیم و پراکنده دقیق‌ترین اندازه‌گیری تابش جهانی را ارائه می‌دهد. پیرانومترهای مدرن، مانند مدل‌های SR25 و SR30، با آفست صفر کم و پاسخ‌های جهتی تقریباً کامل، این استدلال را نامعتبر می‌کنند. با این حال، اندازه‌گیری‌های جداگانه تابش مستقیم، پراکنده و سراسری هنوز در نصب با دقت بالا مانند شبکه تابش سطح پایه (BSRN) معمول است. اندازه‌گیری هر سه مؤلفه به شما امکان می‌دهد تا با مقایسه تابش جهانی با تابش جهانی محاسبه‌شده از مستقیم و پراکنده، سازگاری داخلی را بررسی کنید. در صنعت انرژی خورشیدی، پیرهلیومترها، دوباره با اندازه‌گیری‌های پیرانومتر ترکیب شده‌اند، برای نظارت بر عملکرد نیروگاه‌های فتوولتائیک (PV). با مقایسه توان خروجی واقعی از نیروگاه PV با خروجی مورد انتظار بر اساس داده‌های تابش خورشیدی، راندمان نیروگاه PV را می‌توان تعیین کرد. پیرهلیومترها همچنین می‌توانند برای تعیین مناسب بودن مکان‌های بالقوه برای نیروگاه‌های PV استفاده شوند. در این مورد از پیرهلیومترها برای تعیین خروجی مورد انتظار یک نصب PV استفاده می‌شود. برای تأسیسات PV که از نور متمرکز خورشید استفاده می‌کنند، نظارت بر تابش مستقیم خورشید برای اطمینان از عملکرد صحیح نیروگاه ضروری است. در نهایت، یک پیرهلیومتر دقیق‌ترین روش را برای اندازه‌گیری مدت زمان تابش خورشید ارائه می‌دهد. سازمان جهانی هواشناسی (WMO)، ساعات آفتابی را به عنوان مجموع فواصل زمانی، (به ساعت) تعریف می‌کند که در طی آن تابش عادی مستقیم خورشید از آستانه ۱۲۰ وات بر متر مربع فراتر می‌رود.
پیرهلیومترها معمولاً روی یک ردیاب خورشیدی نصب می‌شوند که دستگاه را در طول روز به سمت خورشید هدایت می‌کند.. از آنجایی که پیرهلیومتر فقط صفحه خورشیدی را می‌بیند، باید روی دستگاهی قرار گیرد که مسیر خورشید را دنبال می‌کند.
تابش مستقیم خورشید (E)، همراه با تابش پراکنده Ed، مقدار کل انرژی خورشیدی موجود در سطح زمین را به دست می‌دهد، تابش جهانی Eg↓
Eg↓=E⋅cos(θ)+Ed
که در آن θ زاویه بین سطح نرمال و موقعیت خورشید در آسمان است.